# خلق‌آباد (خوسف)
خلق‌آباد یک روستا در ایران است که در دهستان قلعه زری شهرستان خوسف واقع شده‌است. خلق‌آباد ۵۱ نفر جمعیت دارد.